# Роберт Акард
Роберт Акард (фр. Robert Accard; Лизје, 26. новембар 1897 — Авр, 16. октобар 1971) био је француски фудбалер и тренер.

## Биографија
Фудбалску каријеру је дебитовао 1918. у фудбалском клубу Авр. Након фудбалске каријере повлачи се као играч и постаје тренер фубдалског клуба Блоа. Захваљујући њему настала је тактика звана „бетон” који ће се касније назвати тактика „катанасио”.

## Награде
- Шампион француске 1919.
- Финалиста Куп Француске у фудбалу 1920.
- Победник купа Нормандије 1930.
- 6. селекције Фудбалске репрезентације Француске између 1922. и 1926. године.